# Taonura tuba
Taonura tuba är en svampdjursart som först beskrevs av Lendenfeld 1889.  Taonura tuba ingår i släktet Taonura och familjen Thorectidae. Inga underarter finns listade i Catalogue of Life.